# Вакавилл
Вакавилл — город в округе Солано штата Калифорния (США). Расположен в 56 километрах от Сакраменто и в 89 километрах от Сан-Франциско. Город был основан в 1851 году и назван в честь Хуана Мануэля Вака. Город находится на третьем месте по численности населения в округе Солано, по состоянию на 2020 год население города составляло 102 386 человека.

## История
До прибытия европейцев на территории нынешнего Вакавилла жили коренные индейские племена. Первыми поселенцами и первопроходцами из Европы на этой земле были Хуан Мануэлт Вака и Хуан Фелипе Пенья, которые получили здесь земельный грант в 1842 году.
13 декабря 1851 года было подписано соглашение, согласно которому Хуан Вака передал Уильяму Макдональду девять квадратных миль для создания города.
Официально статус города Вакавилл получил в 1892 году.
В 1885 году в городе была построена первая начальная, а в 1898 году первая средняя школа.
В 2020 году часть города была эвакуирована из-за пожара, в результате которого в городе сгорели дома и фермы.

## География
Вакавилл окружен горами Вака на юге и западе, а также долиной Сакраменто на севере и востоке.
В черте города расположено озеро Лагун-Валли площадью 105 акров (0,42 км²).

## Известные люди
- Деннис Алексино — кикбоксёр, восьмикратный чемпион мира.
- Уиллис Линн Джепсон —ботаник и защитник природы.
- Тоуни Ньюсом — актриса, комедийная актриса и музыкант; озвучивает Беккет Маринер в «Звездном пути: Нижние палубы».
- Карсон Стронг — футбольный квотербек за « Мичиган Пантерз».
- Фрэнк Х. Бак — политик, фруктовый барон, застройщик Беверли-Хиллз, Калифорния.